# Teodor Blumfelds

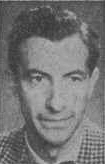
Teodor Blumfelds

Teodor (Teodors) Blumfelds, född 23 januari 1916 i Lettland, Kejsardömet Ryssland, död 23 juli 1984 i Flen, var en lettisk-svensk arkitekt.
Blumfelds, som var son till folkskollärare Janis Blumfelds och Auguste Irbe, avlade studentexamen 1934 och arkitektexamen vid högskolan i Riga 1943. Han var anställd på länsarkitektkontoret i Nyköping 1945–1947 och stadsarkitekt i Flens stad från 1957. Han ritade bland annat stadshuset i Flen.